# 薩娜·奧斯本
薩娜·奧斯本（英語：Sarah Osborne，約1643年－1692年5月10日），是1692年於麻薩諸塞灣殖民地發生塞勒姆審巫案時，遭到指控為女巫的3名女人之一（另外兩名被告是提圖芭和薩娜·古德），最終死在獄中。

## 早年
出生名為薩娜·沃倫，她嫁給了一位名叫羅伯特·普林斯（Robert Prince）的著名人士，普林斯有一位嫁進普特南家族的姊妹，該家族是塞勒姆村中的大家族之一。1662年，薩娜和丈夫一同搬到塞勒姆村定居，夫婦倆育有兩個兒子和一個女兒，三個孩子分別叫作約瑟夫、詹姆斯和伊莉莎白。羅伯特·普林斯在1674年去世。普林斯死後不久，薩娜雇用了一位愛爾蘭裔契約移工亞歷山大·奧斯本（Alexander Osborne）。後來，亞歷山大還清了他的契約債務並和薩娜結婚，此後薩娜改姓為「奧斯本」
接著，薩娜開始和她的兒子們打起了財產官司，這是因為她前夫羅伯特曾立下遺囑，兒子們在成年後就能繼承他那佔地達150英畝的農場，而薩娜卻想將土地收為自己與亞歷山大所有，這不但破壞了遺囑，也破壞了社會的規範。作為普林斯的遺囑執行人，普林斯的姊夫／妹夫約翰·普特南上尉（Captain John Putnam）也無可避免的涉入這場法律訴訟中。

## 塞勒姆審巫案
1692年年初，奧斯本成為塞勒姆審巫案最初的三名被告之一，當時村裡的兩名女孩貝蒂·帕里斯和艾比蓋兒·威廉斯身上出現了奇怪的症狀，貝蒂還指控奧斯本一直在折磨她們，指控薩娜不但會捏她，還會用棒針戳她。除此之外，湯瑪斯·普特南、愛德華·普特南、約瑟夫·哈欽森（Joseph Hutchinson）和湯瑪斯·普雷斯頓（Thomas Preston）等人也都參與了對奧斯本的指控。
儘管奧斯本和另一位被告薩娜·古德都否認了針對她們的指控，提圖芭卻承認了罪行，並作出了對兩人不利的證言。隨後古德也強力主張自己是無辜的，並強調提圖芭和奧斯本才是真正的女巫。和這兩人不同的是，奧斯本並沒有試圖指控其他人。她一直試圖澄清自己的清白，並否認有傷害那些女孩。
1692年3月1日，奧斯本被下達逮捕令。3月7日，她和提圖芭、古德一起被送往波士頓。在等待審判期間，她一直被收押在波士頓的監獄。然而最終她卻從未接受審判，因為她早一步於1692年5月10日在監獄中逝世，一般認為她過世時年滿49歲。

### 被指控的原因
出於不同的原因，三名女性都處於社會底層。提圖芭是奴隸，她和古德都是窮人，只有奧斯本不是窮人。由於長期患病，奧斯本近三年沒有進過教堂，且她和普特南家族有法律糾紛，非常有可能是普特南家族在幕後推動，促成了對奧斯本的指控 。為了奪得財產，她和普特南家族打官司，動搖了這個大家族在塞勒姆的權威和穩定性，這讓普特南家族認定她是個威脅。
另一個原因是她打破了社會規範。塞勒姆的居民們都知道她和契約勞工亞歷山大·奧斯本有不尋常的關係，這顯然不符合清教徒的規範。且她還試圖從自己的兒子手中奪得財產權，她的行為可說是完全破壞了當時人們心目中應有的家庭規範，使她被輿論厭棄。

## 大眾文化中的薩娜·奧斯本
- 《激情年代》，美國劇作家亞瑟·米勒1953年的作品。奧斯本在原始的戲劇版本中只有被提及名字，並沒有演員來飾演她。1996年，亞瑟·米勒撰寫本劇的電影改編版本時，在法庭的場景加入了奧斯本的角色，由露絲·馬萊奇飾演。電影中的她被描寫成一位精神已經瘋狂的女乞丐。史實上的奧斯本並沒有留下精神病和成為乞丐的紀錄，電影版本的她很可能是融合了薩娜·古德的形象。
- 《噬血真愛》，第三季第五集中提及。